# Mike Lowell

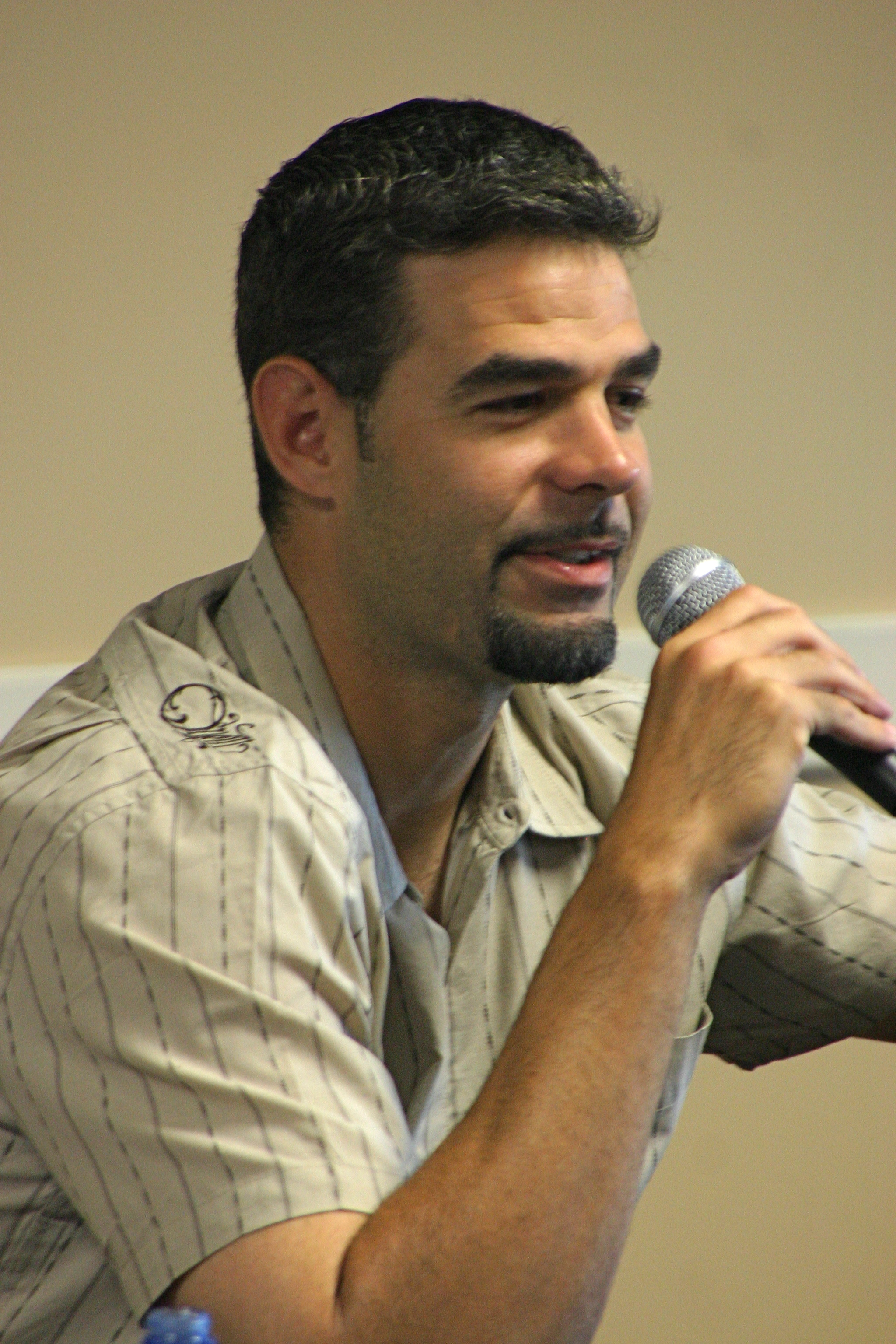
Mike Lowell, 2008.

Michael Averett "Mike" Lowell, född 24 februari 1974 i San Juan, är en puertoricansk före detta professionell basebollspelare som spelade som tredjebasman för New York Yankees, Florida Marlins och Boston Red Sox i Major League Baseball (MLB) mellan 1998 och 2010. Han har tidigare spelat för FIU Golden Panthers.
Lowell blev draftad av New York Yankees i 1995 års MLB-draft.
Han vann två World Series, ena med Florida Marlins och den andra med Boston Red Sox. Han vann också en Gold Glove Award och en Silver Slugger Award.
I mitten av februari 1999 upptäcktes det under en läkarundersökning att Lowell hade drabbats av testikelcancer, han var dock tillbaka i spel redan den 30 mars trots att han hade genomfört en operation om att ta bort den testikel som hade drabbats.